# Monte Elias
Der Monte Elias ist eine 221 m hohe Erhebung bei Tergu, Metropolitanstadt Sassari, auf Sardinien. Auf seiner Gipfelfläche befindet sich die Nuraghensiedlung Monte Elias.